# Hadena intonsa
Hadena intonsa är en fjärilsart som beskrevs av Berg 1875. Hadena intonsa ingår i släktet Hadena och familjen nattflyn. Inga underarter finns listade i Catalogue of Life.